# سقف مستعار

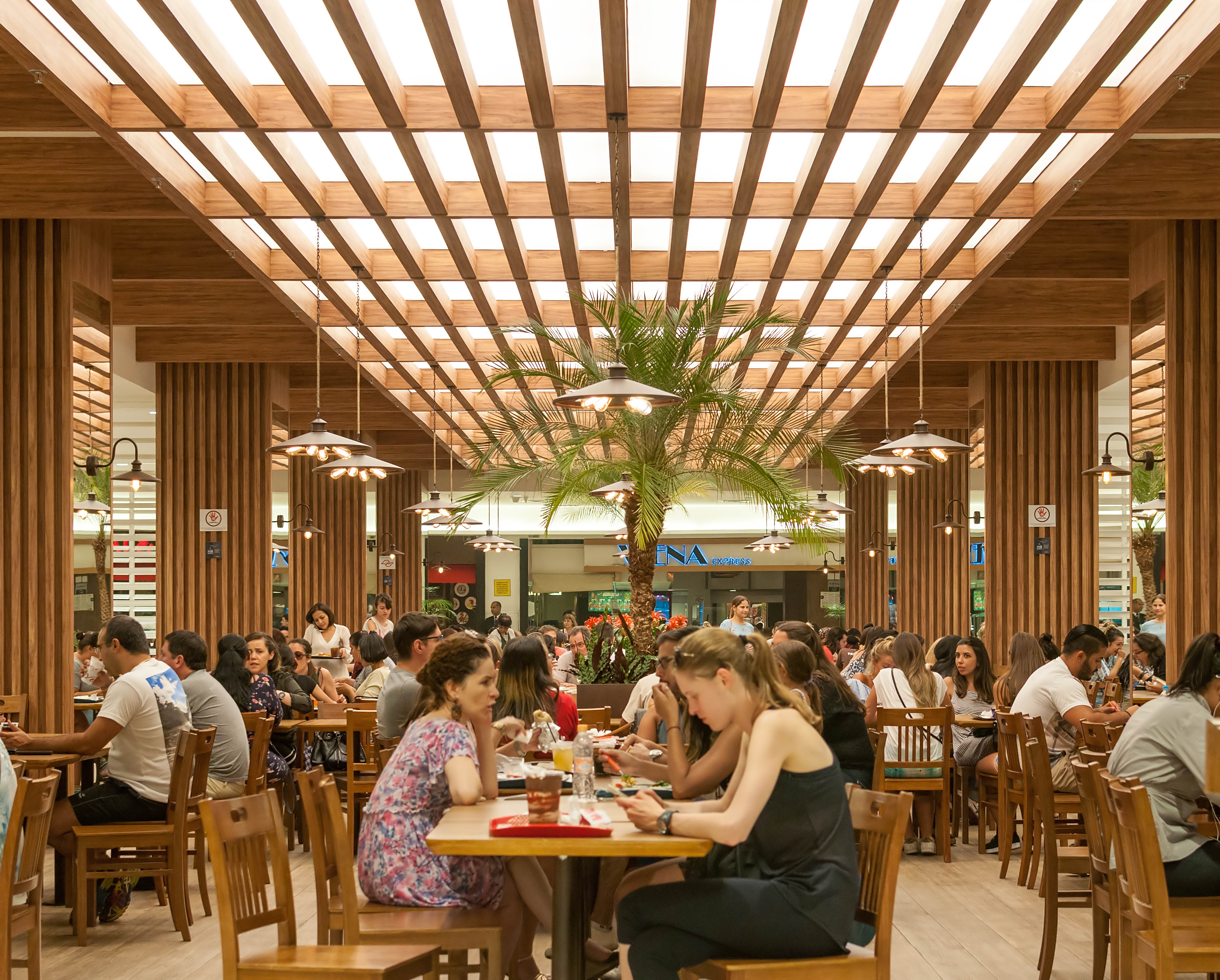

السقف المستعار هو عمل يتألف إجمالاً من سطح مستقيم ذا هيكل خفيف يوضع تحت السقف الأساسي ويستخدم خصوصا لإخفاء نظام تمديد الكهرباء ونظام تكييف الهواء. وهذا يؤدي إلى انخفاض في ارتفاع الفضاء الداخلي للمبني.
السقف المستعار يمكن أن ينفذ لأهداف متعددة:
- من اجل تلبية جمالية
- لتحقيق عزل صوتي
- عزل حراري
- من أجل مقاومة الحريق